# Iara Almansa Carvalho
Iara Almansa Carvalho. (Cachoeira do Sul, Rio Grande do Sul, 1 de novembro de 1944) é uma escritora - contista, cronista e poeta - Presidente da Academia Criciumense de Letras

## Biografia
Iara Almansa Carvalho  nasceu em Cachoeira do Sul, RS. Há mais de quarenta anos reside na cidade de Criciúma, SC.
Iara reside há 40 anos em Criciúma/Santa Catarina, para onde o casal se transferiu logo após o casamento; a razão da escolha desta cidade se deve ao fato da região ser um polo de extração mineral, vantagem profissional para a formação e especialidade de seu marido. Atualmente a Escritora, Filósofa e Bacharel em Direito.
Concluiu o ensino ginasial e o médio, respectivamente, no Colégio Estadual Liberato Salzano Vieira da Cunha, de Cachoeira do Sul, em 1963. Realizou o Curso de Datilografia pela Escola Remington Rand do Brasil S.A, de Cachoeira do Sul, em 1963, com duração de 3 meses.
Ingressou na Universidade do Rio Grande do Sul-URGS, hoje Universidade Federal do Rio Grande do Sul-UFRGS, em 1964, onde vivenciou muitos movimentos de oposição à ditadura da época, pois tais eventos aconteciam, geralmente, na Rua Paulo Gama, em Porto Alegre, em frente à Reitoria e à Faculdade de Filosofia, onde a estudante em pauta frequentava seu curso. Em 1968 é graduada em Filosofia, recebendo seu certificado em gabinete uma vez que a Universidade vedara qualquer celebração de formatura em função do paraninfo escolhido ser o Dr. Ernani Maria Fiori, o qual  havia sido expurgado do Brasil, por razões suspeitas, segundo o regime militar da época.
Iara é Bacharel em Ciências Sociais e Jurídicas pela Universidade do Extremo Sul Catarinense-UNESC/Criciúma/SC, diplomada em 2003.
Recebeu certificado de Mestre em Educação pelo IPLAC- Instituto Pedagógico Latino Americano e Caribenho de Cuba, convênio UNESC/IPLAC, em 1999.
Participou da Diretoria do Sindicato dos Trabalhadores dos Estabelecimentos de Ensino de Criciúma-Steec, que abrange a Região Sul do Estado de Santa Catarina, como Suplente do 
Conselho Fiscal, na gestão de 1987 a 1990, e como Suplente de Diretoria, na gestão de 1990 a 1993.
Ocupa a cadeira n° 9 da Academia Criciumense de Letras-ACLe, desde sua fundação, em 1997, contribuindo com seus trabalhos literários nos gêneros: conto, poesias e crônicas. Já  exerceu a função de Presidente da mesma entidade literária focada acima na gestão 2011/2012.
Participou, enquanto professora do Curso de Ciências Sociais e Jurídicas da UNESC de Criciúma/SC, de diversos congressos acontecidos em defesa da mulher e do gênero, assunto que adotou como bandeira de luta na sua carreira de professora universitária, tanto em eventos internacionaisl, como nacionais, estaduais e municipais, marcando presença como palestrante, ou, como mera assistente. É sócia fundadora do Instituto Histórico-Geográfico de Criciúma/SC, cuja fundação aconteceu no dia 12 de setembro de 2011.
Foi empossada como membro da UBERS-União Brasileira dos Escritores do Rio Grande do Sul no dia 1° de Outubro de 2013 no City Hotel de Porto Alegre.
Em 2011, tomou posse como acadêmica correspondente na Academia de Artes, Ciências e Letras Castro Alves de Porto Alegre/RS, na, cadeira n° 3, cujo patrono é José Gomes Porto Alegre.
Hoje, faz parte da Governadoria da Associação Internacional de Poetas del Mundo para o Estado de Santa Catarina, como Suplente do Conselho Fiscal.

## Trabalhos selecionados e premiados
A escritora em pauta acumulou muitos prêmios na área literária na qual vem exercendo uma atividade intensa.
- Primeiro lugar na “X semana literária do Curso de Letras da UNESC”, Criciúma/SC, Universidade na qual desempenhava suas funções de professora na época, com a crônica “Um dia de uma dona de casa”, em 1992.
- Primeiro lugar na “XI semana literária do Curso de Letras da UNESC”, Criciúma/SC com a crônica “Memórias da Infância”, de 1993.
- Primeiro lugar no “X Concurso literário interno para professores da UNESC”, Criciúma/SC, Departamento de Letras, com a crônica “A fofoqueira do encantado”, em 1994.
- Primeiro lugar no “X Concurso interno para professores da UNESC”, Criciúma/SC, Departamento de Letras, com o conto “A virgem Iluminada”, em 1994.
- Primeiro lugar no “XI Concurso interno para professores da UNESC”, Criciúma/SC, Departamento de Letras, com a crônica “A loteria camuflada”, em 1995.
- Primeiro lugar na “XIII Semana Literária – XII Concurso Literário para professores” promovido pelo Departamento de Letras da UNESC/Criciúma/SC, realizado em 1995, com a crônica “Carnaval em Laguna”.
- Primeiro lugar na “XIV Semana Literária – XIII Concurso Literário para Professores” promovido pelo Departamento de Letras da UNESC/Criciúma/SC, em 1996, com o poema “Apologia ao Vento”, e com o conto “Aventura e desventura de uma menina gorda”.
- Convidada pela Divine Académie des Arts, Lettres et Culture-Paris/França, para receber diploma e troféu na Cerimônia Solene de Outorga das Altas insígnias que aconteceu no ano de 2013, na cidade do Rio de Janeiro/RJ.
- Em Março de 2014, em Paris, Iara Almansa Carvalho com outros 22 escritores brasileiros de um total de 50, que participaram da Antologia “Brésil en Scène”, publicada em francês e lançada no “Salão do Livro de Paris”, receberam da “Divine Académie Française de Arts, Lettres et Culture” uma diplomação que atribuiu a cada participante a categoria de “La Dignité D’Ambassadeur”. A escritora foi, outrossim, condecorada, juntamente com os colegas participantes com uma medalha de posse da mesma academia e recebeu, ainda o reconhecimento e agradecimento pela participação no “Salão do Livro de Paris” com um diploma assinado pelo Presidente Francês François Hollande e por Mme. la Ministre de la Culture Française Aurélie Filippetti.
-Em 17 de Maio de 2014 participou com outros cinco autores Cachoeirenses de uma Sessão de Autógrafos em Cachoeira do Sul, evento cultural literário  promovido por Martins Livreiro, Edigal – Editora e Distribuidora Gaúcha Ltda de Porto Alegre e Biblioteca Pública Municipal Dr. João Minssen de Cachoeira do Sul. A escritora em pauta, integra o rol das trinta personalidades notáveis da cidade de Cachoeira do Sul, sua cidade natal.
- Presidiu palestra sobre ”A discriminação em relação à mulher” na UBERS- União Brasileira dos Escritores do Rio Grande do Sul, em 4 de Julho de 2013, no Hotel City de Porto Alegre, com a duração de 1:30 horas, ganhando uma medalha da mesma entidade por sua participação.

## Publicações

### Livros individuais
- “Filosofia”. Editora Livro Básico,1969, Porto Alegre/RS.
“Fragmentos de vida - crônicas e contos”. Editora Luana, 1997, Criciúma/SC.
- “O Engenheiro Agrimensor e sua Inserção Social”.  Editora Luana, 1999, Criciúma/SC.
- “Repaginando a vida em versos”.  Editora J. C. Dias, 2012, Criciúma/SC.
- “Sob o céu encoberto da Ditadura deitei meu olhar”. Edigal Editora, 2013, Porto Alegre/RS.
- Coletânea: “O Advogado e a Literatura – Poesias de Advogados”, resultante de concurso promovido e publicado pela CAASC/OAB de Florianópolis/SC, em 2000, no qual participou com outros 34 poetas advogados, tendo a escritora em foco, obtido o 1° lugar com  o poema “Corpo Operário”, na categoria acadêmica.
- Coletânea: “Seleta de Versos” com a classificação dos escritores selecionados no “10° Concurso Literário ASAS”, vol. 12, São Luiz Gonzaga/RS, participação com o poema “Trajetória de Vida”, Editora Borck, 2000, São Luiz Gonzaga/RS.
- Coletânea: “Encontro de Escritores – Nadir Silveira Dias & Amigos” Vol. 8, participação com o poema “Incompreensão”, Editora Borck, 2001, São Luiz Gonzaga/RS.
- Coletânea: “Casa do Poeta” de São Luiz Gonzaga/RS, participação com o poema “Escrever”, Gráfica A Notícia Ltda, 2001, São Luiz Gonzaga/RS.
- Antologia Poética: do “Encontro de Escritores – João Antunes & Amigos”, participação com o poema “Apelo de uma professora aos alunos adolescentes”, Editora Borck, 2001, São Luiz Gonzaga/RS.
- Coletânea:  “Seleta de Versos 14”, participação com o poema “O Reverso da Medalha”,   Editora e Gráfica A Notícia, 2001, São Luiz Gonzaga/RS.
- Coletânea: do II Concurso “Letras da Casa” vol.2, com o título “Vertentes”, publicado pela Casa do Poeta de São Luiz Gonzaga/RS, com os poemas “Suspiros” , “Meu rosto”, “A cruz na estrada” e “Poesia” , Editora e Gráfica a Notícia, 2002, São Luiz Gonzaga/RS.
- Coletânea: incluindo as obras selecionadas no III Concurso “Letras da Casa” com os poemas “Deus” e “Será que os sinos dobram pela guerra?”, classificados para publicação da Casa do Poeta de São Luiz Gonzaga/RS, Editora e Gráfica A Notícia, 2003, São Luiz Gonzaga/RS.
- Coletânea: Luiz Henrique Borck & Amigos – em verso e prosa, Editora Borck, 2003, São Luiz Gonzaga/RS.
- Coletânea: do “6° Concurso Literário Prêmio Missões”, promovido pela Igaçaba Produções Culturais, com o apoio da Secretaria Municipal de Educação e Cultura de Roque Gonzales/RS, tendo a escritora em foco  obtido classificação nacional no concurso com o poema “Parodiando o Poeta Vinícius de Morais”, 2003,  Roque Gonzales/RS.
- Coletânea: do “7° Concurso Literário Premio Missões”, patrocinado pela Secretaria Municipal de Educação e Cultura de Roque Gonzalez /RS, com o poema “Quem sou?”, obtendo Menção Honrosa Nacional, Editora Igaçaba Produções Culturais, 2004, Roque Gonzales/RS.
- Coletânea: em verso e prosa do “Encontro de Escritores – Maria Cordeiro Soares & Amigos”, vol. 12, participação com o poema “Balanço da Vida”, Editora Borck, 2004, São Luiz Gonzaga/RS.
- Coletânea: em verso e prosa no “Encontro de Escritores – Nelson Fachinelli & Amigos”, vol. 10, participação com o poema “Ânsia de Ser”, Editora Borck, 2004, São Luiz Gonzaga/RS.
- Coletânea: do “8° Prêmio Missões”, promovida pela Igaçaba Produções Culturais, participação com o poema “Mundo Caótico”,  Editora Santo Ângelo Ltda, 2005, Roque Gonzales/RS.
- Coletânea: “Letras Contemporâneas” – prosa e verso, vol. 9, participação com o poema “Pintando a velhice”, pag. 77, Gráfica Santo Ângelo Ltda, 2006, Sto Angelo/RS.
- Antologia: “Letras Contemporâneas – Prosa e Verso”, vol. 10, participação com o poema “Onde está a verdade?”, Ediuri, 2007, Santo Ângelo.
- Antologia:  “Concurso Cultural Brasil Casual”, promovido pelo Movimento Cultural Brasil Casual”, tendo obtido Menção Honrosa com o poema “Velhice Sem Perspectivas”, em Julho de 2012, e selecionada para publicação da antologia  em  novembro de 2012.
- Antologia: “Concurso  Cultural Brasil Casual”, promovido pelo Movimento Cultural Brasil Casual”, tendo obtido Menção Honrosa com o poema “PECADOS”, em setembro de 2013, e selecionada para publicação da antologia em outubro de 2013.
- Artigo: “Justiça e Paz se abraçarão” Jornal Eco, órgão de circulação interna do Colégio São Bento de Criciúma, 1996, Criciúma/SC.
- Artigo: “E o Processo de Interdisciplinaridade continua ...”, Jornal Eco- periódico interno do Colégio São Bento de Criciúma/SC, 1998, Criciúma/SC.
- Artigo: “Pontuações Históricas sobre cerâmica”, publicação feita na REVISTA BRASILCERÂMICA – Revista Brasileira de Tecnologia Cerâmica, publicação técnica do Instituto Maximiliano Gaidzinski, Editora e Livraria Luana Ltda., 2008 Cocal do Sul/SC.
- ANTOLOGIA: Da “União Brasileira dos Escritores do Rio Grande do Sul-UBERS”, n° XVIII, lançada na 59ª Feira do Livro de Porto Alegre, em 11 de Novembro de 2013.
- Textos literários: com publicações anuais nos gêneros conto, crônica e poesia na Revista da Academia Criciumense de Letras – ACLe, na qual ocupa parte nas publicações já no seu começo, ou seja, na revista de n° 1, de 1999 até a última edição de  n° 14,  de 2013.

## Obras do autor
- Livro A inserção social do Engenheiro Agrimensor, sociologia
- Livro Filosofia - para estudantes do ensino médio, filosofia
- Livro Fragmentos de vida, crônicas e contos
- Tese A discriminação em relação à mulher numa abordagem histórico/evolutiva, sociologia
- Livro Repaginando a vida em versos, poesias, 2012[4]

## Atividades atuais
- Presidente da Academia Criciumense de Letras (ACLE)[2]
- Sócia-fundadora e Diretora do Instituto Histórico-Geográfico de Criciúma